# Ithomeis
Genre
Ithomeis est un genre d'insectes lépidoptères de la famille des Riodinidae.

## Dénomination
Le nom Ithomeis leur a été donné par Henry Walter Bates en 1862.

## Liste des espèces
- Ithomeis aurantiaca Bates, 1862; présent en Guyane, au Brésil, en Colombie, au Venezuela, en Équateur et au Pérou.
- Ithomeis eulema Hewitson, 1870; présent au Costa Rica, à Panama, au Venezuela et en Colombie.

### Source
- Ithomeis sur funet